# Запис код дома културе (Буковац)
Запис код дома културе (Буковац) се налази на парцели чији је власник Општина Деспотовац.

## Локација
| Општина             | Деспотовац                                                                  |
| Катастарска општина | Буковац                                                                     |
| Потес               | Село                                                                        |
| Координате          | 44° 07′ 03″ С; 21° 28′ 08″ И / 44.117600000000003° С; 21.468900000000001° И |
| Надморска висина    | 220m                                                                        |

## Карактеристике
Дендрометријске вредности утврђене на терену и сателитским снимцима:
| Стабло                     | Липа |
| Висина стабла              | m    |
| Обим дебла                 | m    |
| Пречник крошње             | 8m   |
| Пречник дебла              | m    |
| Висина дебла до прве гране | m    |

## База записа
Запис је у оквиру Викимедија пројекта "Запис - Свето дрво" заведен под редним бројем 0421.